# Christhunt Productions
Christhunt Productions ist ein deutsches Plattenlabel aus Leopoldshöhe, welches sich auf Black Metal spezialisiert hat. Christhunt veröffentlicht neben Tonträgern unpolitischer Bands auch solche offen rechtsextremer Bands wie Totenburg oder Absurd.

## Geschichte
Christhunt Productions wurde 1996 von Marco Martin nur als Vertrieb gegründet. 1998 wurde erstmals ein Demo der Band Cherusker unter dem Verlagsnamen veröffentlicht. Zweite Veröffentlichung war eine Split-7" von Moonblood und Inferno. Weitere EPs und Singles folgten. Erstes Musikalbum wurde 2000 das Debüt Mein Fleisch an deinen Lippen… von Bluttaufe. Des Weiteren erschienen LP-Versionen von Bands, die bereits bei anderen Verlagen wie No Colours Records oder Nebelfee Klangwerke unter Vertrag waren. Hundertste Veröffentlichung wurde ein Album der Band Nachtfalke im DIN A5-Digipak-Format.
Neben eindeutig dem NSBM zuzuordnenden Bands wie Magog oder Totenburg befinden sich auch politisch unauffällige Bands auf dem Label.
Indiziert wurde bislang nur das Camulos-Debütalbum Der Untermensch (mit Namen Christ). Texte und Aufmachung des Albums wurden von der Bundesprüfstelle für jugendgefährdende Medien als für Jugendliche gefährdend eingestuft. Christhunt Productions gab im Vorfeld eine Stellungnahme ab, in der der politische Hintergrund der Band verharmlost wurde. Christhunt Productions weist im Statement des Weiteren auf die Kunstfreiheit hin und führt heidnische Positionen aus. Indiziert wurde das Album nicht aus politischen Gründen, dies wurde in der Entscheidung verneint, sondern im Hinblick auf die verrohenden Texte der Band und die Verletzung religiöser Gefühle.
Der an das Label angeschlossene Versand bietet u. a. Tonträger und T-Shirts aus dem Black-Metal-Underground, sowohl aus dem normalen Verlagsprogramm anderer Vertriebe, als auch typische NSBM-Bands aus dem Ausland.
Der Vertrieb wurde mehrmals von der Polizei durchsucht, zuletzt am 20. Januar 2005. Etwa 100 T-Shirts und 700 Tonträger wurden sichergestellt. Mehrere Artikel wiesen verfassungswidrige nationalsozialistische Symbole auf. Als Reaktion wurde das bisher frei zugängliche Forum registrierungspflichtig. Eine offizielle Stellungnahme erfolgte nicht.
Magazine wie das Legacy nehmen keine Anzeigen mehr vom Label entgegen. 2007 wurde das Label vom Metal-Magazin Rock Hard in einer Aufzählung rechter Metal-Label als eine der „einschlägig bekannten Firmen“ erwähnt.

## Veröffentlichungen (Auswahl)
- Belmez – Wundgrind
- Camulos – Der Untermensch (mit Namen Christ) (indiziert[4])
- Camulos – Spiel des Blutes
- Creature – Der Ursprung
- Fäulnis – Letharg
- Gorrenje – Rabenblut
- Lost Armor – Aeternum Bellum
- Nachtfalke / Surturs Lohe – Split
- Nachtfalke – Hail Victory Teutonia
- Nachtfalke – Doomed to Die
- Nachtfalke – Land of Frost
- Nagelfar / Bluttaufe – Split
- Ravensblood – From the Tumulus Depths
- Runenblut – Die Stimme des Blutes
- Totenburg – Weltmacht oder Niedergang
- Totenburg – Winterschlacht
- Zorn – Menschenfeind II – A.N.
- Zorn – Gegen Alles